# Tanja Nijmeijer
Tanja Nijmeijer, née le 13 février 1978 à Denekamp, Pays-Bas, est une membre néerlandaise des Forces armées révolutionnaires de Colombie (FARC) et l'une des représentantes du groupe insurgé aux négociations de La Havane. 
Elle est, avec une Française la seule militante européenne connue des FARC. 

## Études et premiers séjours en Colombie
Tanja Nijmeijer, l'aînée de sa fratrie, est connue pendant ses années de jeunesse comme une jeune fille douce et sensible. Sa famille, aux opinions plutôt conservatrices, vit dans une belle maison d'un quartier tranquille, près du centre de Denekamp. Tanja Nijmeijer étudie les langues à l'université de Groningue pendant quatre à cinq ans avant d'effectuer, en 2000, un stage pratique en Colombie. Elle y enseigne l'anglais dans un collège privé de Pereira. Au cours de ce premier séjour en Colombie, elle est frappée par le conflit armé en cours et les inégalités sociales dans le pays. Un collègue, professeur de mathématiques, lui fait découvrir les FARC, dont il est proche, et la convainc de rejoindre la zone démilitarisée du Caguan, où des négociations étaient en cours entre les guérilleros et le gouvernement, afin de lui permettre de comprendre la réalité du conflit sans se laisser influencer par les médias colombiens. À son retour aux Pays-Bas, elle est devenue une « activiste politique » et milite contre le Plan Colombie en diffusant des pétitions et en organisant des réunions d’information. Elle confie à trois journalistes avec lesquels elle est en contact sa volonté de venir coûte que coûte en aide aux victimes de la violence et des injustices, et retourne en Colombie pour participer, au mois d'août 2001, à la « Caravane pour la vie », une marche organisée par des ONG dans le but d'attirer l'attention de l'opinion internationale sur les problèmes sociaux de la Colombie et sur les massacres commis dans le cadre du conflit armé. À cette époque, selon la journaliste Lieven Sioen, envoyée spéciale du quotidien belge Standaard pour couvrir cette manifestation, Nijmeijer est consciente du rejet de la guérilla exprimé par une vaste majorité de la population urbaine. Après un bref passage à Groningue au mois d'août 2001 pour dire au revoir à sa famille, Nijmeijer retourne définitivement en Colombie fin 2001; elle explique son geste par le fait qu'elle s'est rendu compte que « la révolution n'allait pas avoir lieu en Hollande, mais en Colombie ».

## Au sein des FARC
C'est lors de ce troisième séjour qu'elle rejoint les FARC, utilisant différents noms de guerre : Eillen, Alexandra ou Holanda. Militant d'abord dans les milices urbaines des FARC à Bogota, elle passe à une unité de combat rurale sous la pression des forces armées en 2003. Placée sous les ordres de Carlos Antonio Lozada, elle donne signe de vie en 2005 par une vidéo adressée à ses parents. La même année, les FARC autorisent sa mère à rendre visite dans un campement du Meta. Lors d'une opération militaire en 2007, les forces colombiennes s'emparent de son journal dans lequel elle décrit la monotonie de la vie dans les FARC, et la promiscuité entre les guérilleros. Lorsque ce journal est divulgué par la revue Semana, en septembre 2007, elle est jugée par les FARC mais les charges retenues contre elle sont abandonnées après une intervention de Raul Reyes. Pour les FARC, le contenu du journal, écrit en néerlandais, a été déformé et manipulé par les militaires au moment de sa traduction pour être employé en propagande contre la guérilla. Depuis cet épisode, elle est placée sous les ordres d'un membre du secrétariat des FARC, Jorge Briceño Suárez, alias Mono Jojoy, et aurait connu une ascension rapide la conduisant en 2010 à faire partie du premier cercle de ce dernier,.
Le 23 septembre 2010, Jorge Briceño Suarez et une vingtaine de guérilleros présents avec lui sont abattus lors d'une opération terrestre et aérienne de l'armée colombienne. Selon des informations publiées sur le site de l'hebdomadaire Semana, Tanja Nijmeijer aurait trouvé la mort lors de cette opération. Au lendemain de l'opération et alors que l'identification des guérilleros tués, dont deux femmes, avait commencé, rien ne permettait de confirmer la mort de Nijmeijer, et le Ministère des affaires étrangères néerlandais indiquait n'avoir reçu aucune information en ce sens. Une semaine après, les autorités judiciaires colombiennes confirment que le corps de la néerlandaise ne se trouve pas parmi ceux des guérilleros tués au cours de l'opération.
En octobre 2012, Tanja Nijmeijer fait partie de l'équipe de négociateurs des FARC envoyés à Oslo pour trouver, avec les représentants du gouvernement colombien, un accord de paix définitif. Elle participe également au lancement du journal télévisé des FARC, qu'elle présente conjointement avec le guérillero Boris Guevara. Toujours avec Boris Guevara, et avec la participation du groupe de rap cubain Cuentas Claras, elle crée une chanson pour célébrer les 50 ans de la fondation du groupe rebelle.